# نهب البصرة (1106)
نهب البصرة (ذي القعدة - ذي الحجة 499هـ / يوليو - أغسطس 1106م) هو هجوم شنَّته قبائل عربيَّة بقيادة قبائل رُبَيعة، والمُنتفق على مدينة البصرة والتي كانت تحت سيطرة الأمير صدقة بن منصور قبل بضعة شهور نتيجة الخلافات التي دبَّت في الدَّولة السَّلجوقيَّة بين أبناء السُّلطان جلال الدولة ملك شاه. نهبت القبائل المهاجمة مدينة البصرة وأحرقت الأسواق فيها وشرَّدت أهلها. بعد فترة من ذلك الحدث، استعاد السَّلاجقة بقيادة السُّلطان محمد بن ملكشاه مدينة البصرة.

## الأحداث
بعدما حلَّت الخلافات والفتن بين أبناء جلال الدولة ملكشاه وبدأوا بقتال بعضهم، استغل صدقة بن منصور المزيدي الذي لقَّب نفسه بسيف الدَّولة، وملك العرب، دب الخلافات في البيت السَّلجوقي، فسيطر على الكوفة، وهيت، وواسط، ثم البصرة في جُمادى الأولى سنة 499هـ / فبراير 1106م، فاستناب التونتاش، وهو غُلامًا مملوكًا، ومعه 120 فارسًا على المدينة. تحرَّكت بعض القبائل العربيَّة وعلى رأسهم رُبَيعة، والمُنتفق ومن انضم إليهم من العرب، وقصدوا البصرة في جمعٍ كثير أواخر ذي القعدة سنة 499هـ / أواخر يوليو 1106م،، فقاتلوا الحامية وتغلَّبوا عليهم بسهولة، فأسروا التونتاش، ثم بدأوا بنهب ما قدروا عليه، فأحرقوا الأسواق، والدور الحسان، ونهبت خزانة كتب أوقفها القاضي أبو الفرج بن أبي البقاء. بقيت المهاجمون العرب في البصرة 32 يومًا، وتشرَّد أهالي المدينة في أرض السَّواد. بلغ الخبر الأمير صدقة، فأرسل عسكرًا لمُحاربتهم، غير أن العرب فارقوها. لم يدم نفوذ صدقة على البصرة، فقد أرسل السُّلطان السَّلجوقي محمد بن ملكشاه حملةً عسكريَّة انتهت بمقتل سيف الدولة صدقة بن منصور سنة 501هـ / 1108م.

### فهرس المنشورات
1. ↑  ابن الأثير (2005)، ص. 1569.

### معلومات المنشورات كاملة
الكتب مرتبة حسب تاريخ النشر
- ابن الأثير الجزري (2005)، الكامل في التاريخ، مراجعة: أبو صهيب الكرمي، عَمَّان: بيت الأفكار الدولية، OCLC:122745941، QID:Q123225171